# Abdel Rahim Mrad
Abdel Rahim Mrad, Abd ar-Rahim Murad, Abdurrahim Mourad (ur. 17 października 1942 w Gazie) – libański przedsiębiorca i polityk sunnicki, uważany za stronnika Syrii. Ukończył administrację i prawo na Bejruckim Uniwersytecie Arabskim, a następnie prowadził przedsiębiorstwo produkujące dywany w Libanie i Brazylii. W 1974 r. założył Arabską Zjednoczoną Partię Socjalistyczną (al-Ittihad al-Isztiraki al-Arabi). W 1991 r. został mianowany, a następnie wybrany w latach 1992, 1996 i 2000 deputowanym libańskiego parlamentu z okręgu Zachodnie Bekaa-Raszaja. W latach 1994–1995 piastował stanowisko ministra szkolnictwa zawodowego i technicznego w pierwszym rządzie Rafika Haririego oraz szefa resortu edukacji i szkolnictwa wyższego w latach 2000–2003 w czwartym gabinecie Haririego. Natomiast w drugim rządzie Omara Karamiego pełnił funkcję ministra obrony.